# Villains (álbum)
Villains es el séptimo álbum de estudio de la banda de rock estadounidense Queens of the Stone Age, fue lanzado el 25 de agosto de 2017. El álbum fue anunciado el 14 de junio, con un teaser tráiler que tomó la forma de una comedia sátira con la banda realizando una prueba de polígrafo con Liam Lynch. 
El primer sencillo, «The Way You Used to Do it, Just do it», fue lanzado al día siguiente junto con el anuncio de una gira mundial. A diferencia de los álbumes anteriores de la banda, «Villains» no cuenta con músicos invitados.
Este trabajo discográfico se encuentra en la posición octava del listado de los mejores 50 álbumes del año 2017 de acuerdo con la Revista Rolling Stone.

## Detalles
Varias de las canciones del álbum fueron presentadas, de una u otra manera, antes de su lanzamiento. La última pista del álbum, «Villains of Circumstance», fue estrenada por Josh Homme en 2014 en un concierto acústico para el Festival Meltdown, de James Lavelle. «The Evil Has Landed» fue interpretada por la banda durante su primer concierto de 2017 el 22 de junio en The Rapids Theatre en Niagara Falls, Nueva York.
El sencillo «The Evil Has Landed» fue lanzado el 10 de agosto de 2017. Además de esto, varios fragmentos de canciones han aparecido en diversos adelantos publicados en internet como promoción del álbum, incluyendo un pequeño clip de la pista que abre el álbum, «Feet Don't Fail Me», así como una versión a capela de la intro a la misma canción.
El álbum ha sido descrito como "un poco más relajado y más uptempo que su anterior lanzamiento, «...Like Clockwork». Y también "más despreocupado". Josh Homme cita su interés en el baile, en el hecho de trabajar con Mark Ronson y la canción, «Uptown Funk» como inspiración para definir la dirección del álbum. 

## Arte de tapa
El arte de tapa para «Villains» fue diseñado por el artista gráfico Boneface, que ya había trabajado en el anterior álbum de Queens of the Stone Age, «...Like Clockwork».

## Lista de canciones
| N.º | Título                      | Duración |  |
| 1.  | «Feet Don't Fail Me»        | 5:41     |  |
| 2.  | «The Way You Used to Do»    | 4:34     |  |
| 3.  | «Domesticated Animals»      | 5:20     |  |
| 4.  | «Fortress»                  | 5:27     |  |
| 5.  | «Head Like a Haunted House» | 3:21     |  |
| 6.  | «Un-Reborn Again»           | 6:40     |  |
| 7.  | «Hideaway»                  | 4:18     |  |
| 8.  | «The Evil Has Landed»       | 6:30     |  |
| 9.  | «Villains of Circumstance»  | 6:09     |  |

## Personal
Queens of the Stone Age
- Josh Homme – voz líder, guitarra
- Troy Van Leeuwen - guitarra, coros
- Dean Fertita - teclados, guitarra, coros
- Michael Shuman - bajo, coros
- Jon Theodore - batería

Production and design
- Mark Ronson – producción
- Mark Rankin – coproducción
- Alan Moulder – mezcla
- Boneface – diseño, ilustraciones